# Knäckt vinge

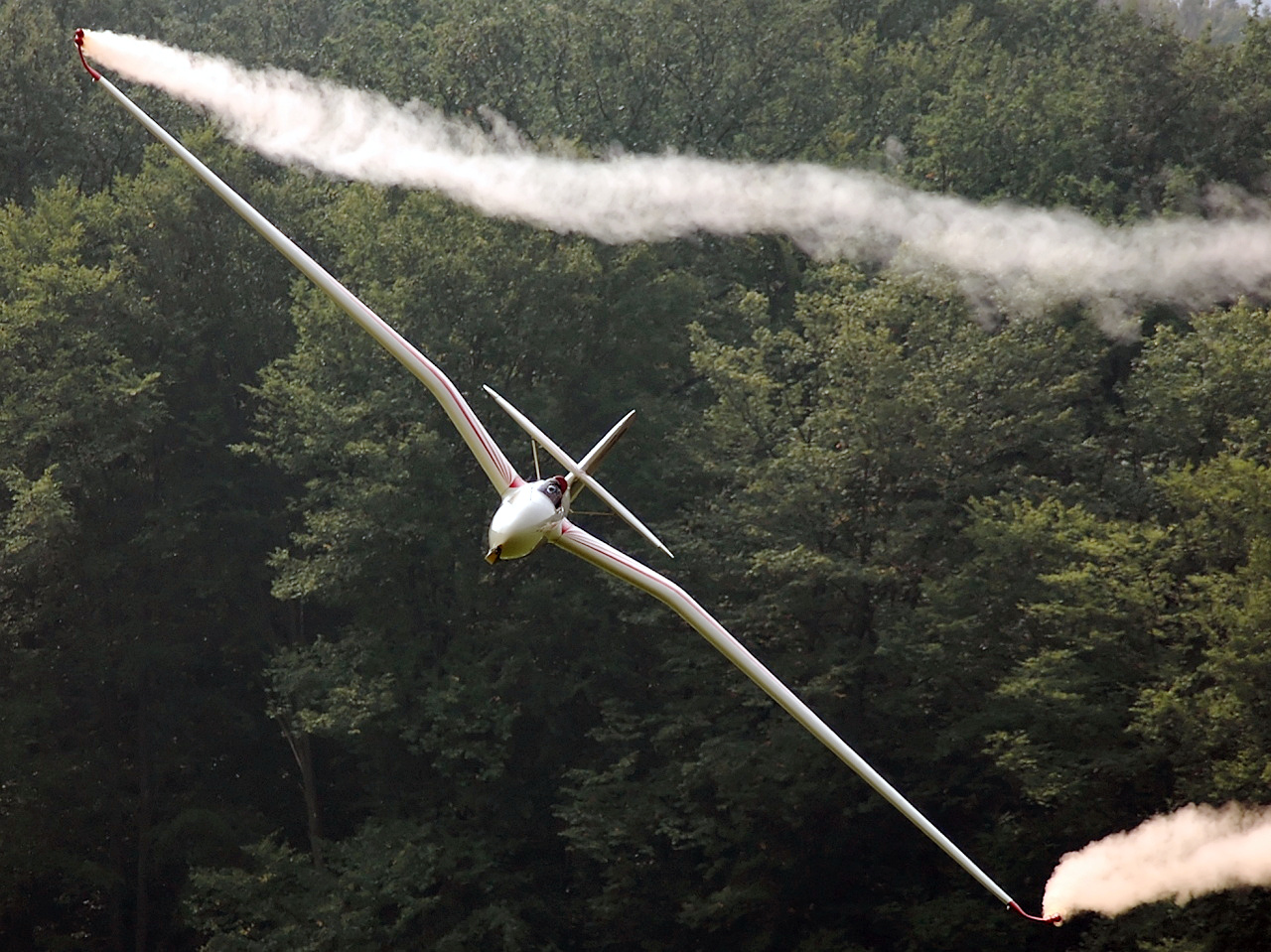
DFS Habicht segelflygplan med knäckt "måsvinge".

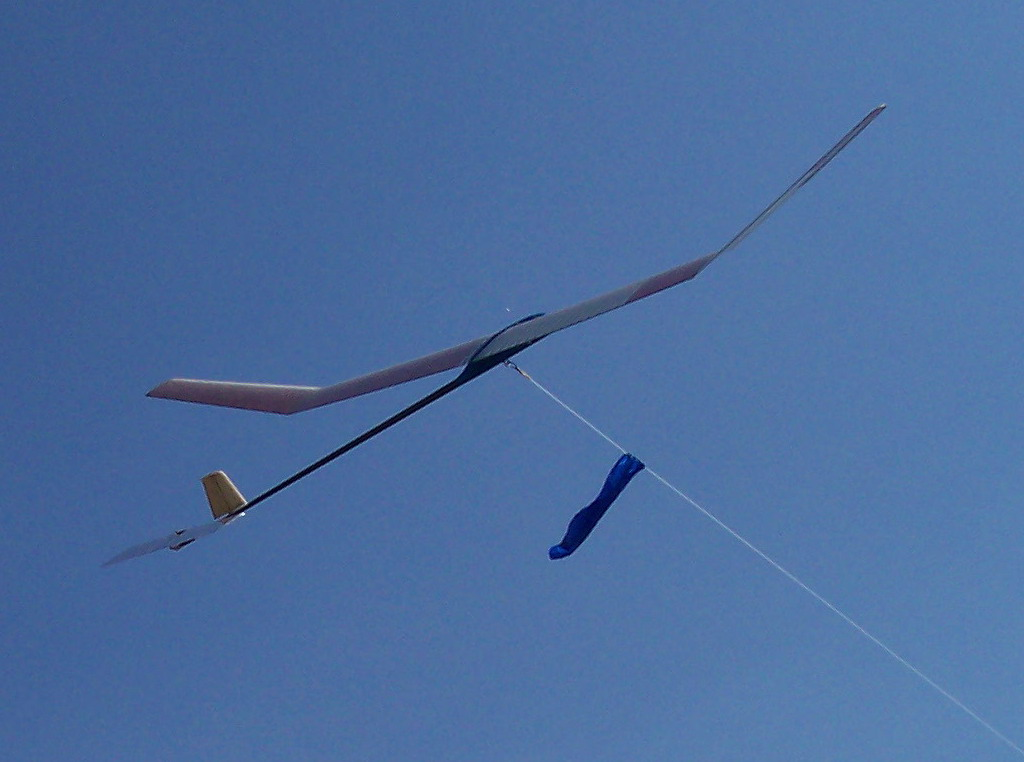
Modellflyg av segeltyp med knäckt "U-vinge".

Knäckt vingkonstruktion är ett brett begrepp för olika tekniska lösningar hos flygplansvingar som avser en vingkonstruktion där innervingen eller yttervingen försetts med en framträdande krökning i höjdprofilen, ett så kallat knäck, för att ändra vingens vinkel därifrån. Detta görs av olika anledningar och förekommer i olika former. Uppåtvinklade vingar används bland annat för att öka tvärstabiliteten, medan måsvingar (knäckta likt ett M eller W) brukar användas för att öka pilotens synfält uppåt eller neråt beroende på vart större delen av vingytan flyttas. Omvänd måsvinge kan även flytta ner punkterna för landstället om detta placeras under vingen, varav ställets stöttor kan göras kortare.

## Typer

### V-vinge
V-formad vinge avser ett vingpar med en knäck emellan de, med var vinge vinklad åt samma håll.

V-vinge
Omvänd V-vinge

### U-vinge
U-formad vinge avser ett vingpar med en knäck per vinge, med inner- och yttervinge vinklade åt samma håll.

U-vinge
Omvänd U-vinge

### Måsvinge
Måsformad vinge avser ett vingpar med en knäck per vinge, med inner- och yttervinge vinklade åt olika håll.

Måsvinge
Omvänd måsvinge